# Medverkansobjekt
Medverkansobjekt är något till vilket man kan medverka till. Utgångspunkten är att minst två personer på något sätt samverkat vid tillkomsten av ett medverkansobjekt. Det måste konstateras att den person som är under bedömning antingen utfört eller främjat den gärning som utgör medverkansobjektet. Det måste också konstateras att hans gärning inte är rättsenlig.
Om medverkansobjektet är till exempel grov stöld kan en främjare beroende på omständigheten dömas för medverkan till grov stöld, stöld, ringa stöld, tillgrepp av fortskaffningsmedel, åverkan eller egenmäktigt förfarande.